# 武藤章生
武藤 章生（むとう しょうせい、1935年10月20日 - 1995年11月5日）は、日本の俳優。本名:武藤 章生（むとう あきお）。
愛知県名古屋市熱田区市場町出身。愛知県立瑞陵高等学校、専修大学卒業。石原プロモーションを経て、大鷲プロに所属していた。

## 来歴・人物
1950年代から60年代にかけては日活の専属脇役として数々の映画に出演し、1970年代からはテレビドラマを中心に活躍。
日活時代に共演した石原裕次郎の信任のもと、『大都会』『西部警察』など石原プロモーション制作の刑事ドラマシリーズに準レギュラーとして継続出演した。
1995年11月5日死去。60歳没。
特技は名古屋弁、関西弁。

## 出演

### 映画
- 力道山物語 怒涛の男（1955年、日活）[注釈 2]
- あした来る人（1955年、日活）
- 沖繩の民（1956年、日活）
- 孤獨の人（1957年、日活） - 矢津
- ジャズ娘誕生 (1957年、日活)
- 幕末太陽傳（1957年、日活）
- 夫婦百景（1958年、日活）
- 東京のバスガール（1958年、日活）
- 完全な遊戯（1958年、日活）
- 今日に生きる（1959年、日活）
- 海底から来た女（1959年、日活）
- 天と地を駈ける男（1959年、日活）
- 青年の樹（1960年、日活）
- 鉄火場の風（1960年、日活）
- 喧嘩太郎（1960年、日活）
- 邪魔者は消せ （1960年、日活）
- 男の怒りをぶちまけろ（1960年、日活）
- 幌馬車は行く（1960年、日活）
- 街から街へつむじ風（1961年、日活）
- あいつと私（1961年、日活）
- 太陽は狂ってる（1961年、日活）
- 街に気球があがる時（1961年、日活）- 栗山
- 男と男の生きる街 (1962年、日活)
- 渡り鳥故郷へ帰る（1962年、日活）
- 男の紋章（1963年、日活）
- 関東遊侠伝（1963年、日活）
- 海賊船 海の虎（1964年、日活）
- 河内ぞろ 喧嘩軍鶏 (1964年、日活)
- 太陽西から昇る (1964年、日活)
- 真紅な海が呼んでるぜ（1965年、日活）
- 泣かせるぜ（1965年、日活）
- 日本列島（1965年、日活）
- 赤い谷間の決斗（1965年）
- 栄光への挑戦（1966年、日活）
- 錆びたペンダント（1967年、日活）
- 関東も広うござんす（1967年、日活）
- 遊侠三国志 鉄火の花道 (1968年、日活)
- 忘れるものか（1968年　日活）
- 黒部の太陽（1968年、日活）
- 無頼 殺せ（1969年、日活）
- 栄光への5000キロ（1969年、石原プロ）
- 大幹部 殴り込み（1969年、日活）
- 喧嘩博徒 地獄の花道（1969年、日活）
- 富士山頂（1970年、日活）
- トラ・トラ・トラ!（1970年、20世紀フォックス）
- 男の世界（1971年、日活）
- 関東流れ者（1971年、日活）
- 関東幹部会（1971年、日活）
- まむしの兄弟 お礼参り（1971年、東映）
- 地球攻撃命令 ゴジラ対ガイガン（1972年、東宝） - 編集長[4][3]
- 剣と花 (1972年、松竹)
- 影狩り（1972年、東宝）
- 花と龍 青雲篇 愛憎篇 怒濤篇（1973年、松竹）
- 反逆の報酬（1973年、東宝 / 石原プロ）
- 宮本武蔵（1973年、松竹）
- 人間革命（1973年、東宝）
- 日本侠花伝（1973年、東宝）
- ダメおやじ（1973年、松竹）
- ザ・ゴキブリ（1973年、東宝）
- ノストラダムスの大予言（1974年、東宝） - 井原[4]
- 告訴せず（1975年、東宝）
- 青春の門（1975年、東宝）
- 東京湾炎上（1975年、東宝） - テレビ局技師[5]
- 不連続殺人事件（1977年、ATG）
- トラック野郎・男一匹桃次郎（1977年、東映） - 関東無宿
- 二百三高地（1980年、東映）
- あぶない刑事（1987年、東映）
- 武闘の帝王（1993年、ヒーロー）- 徳山

など

### テレビドラマ
- 雨の中に消えて（1966年、NTV / 日活）
- 愛妻くん のろけじょうご（1967年、TBS）
- 風 第35話「金塊消失」（1968年、TBS / 松竹）
- ママに贈る大事件（1969年、NHK）
- 見合い恋愛（1969年、NTV）
- 特別機動捜査隊 第419話「夜のシャボン玉」（1969年、NET / 東映） - 板倉
- 花と龍（1970年、NET）
- キイハンター（TBS / 東映）
  - 第21話「拳銃あねご潜入作戦」（1968年）
  - 第125話「悪党 黄金の大雪渓を行く」（1970年）
  - 第133話「私の首を返して頂だい」（1970年） - 裁判長
  - 第140話「人殺しあの手この手」（1970年） - 鯨岡秀作（暗黒街の帝王）
  - 第149話「それ行け! がい骨強盗団」（1971年）
  - 第190話「キイハンター浮気団地で大暴れ!」（1971年）
  - 第219話「サイコロGメン 冥土の子連れ作戦」（1972年）
  - 第238話「それ行け! ギャングとスパイの大追跡」（1972年）
- 銭形平次（CX / 東映）
  - 第226話「間違われた男」（1970年） - 文五郎
  - 第319話「花が裂ける時」 (1972年） - 井筒屋
  - 第413話「女心に背を向けて」（1974） - 良太郎
  - 第615話「雨の声」(1978年） - 富五郎
- だいこんの花 第1部（1970年、NET）
- ワンパク番外地（1971年、12ch）
- 清水次郎長 第17話 「いのち三百六十日」（1971年、CX / 東映） - 駒五郎
- 大岡越前（TBS / C.A.L）
  - 第2部（1971年）
    - 第6話「権三と助十」 - 助十
    - 第17話「天狗退治」 - 雲海

  - 第3部 第22話「血ぬられた密書」（1972年11月13日） - 番太郎
  - 第5部 第24話「仇討ち幽霊駕籠」（1978年7月17日） - 八蔵
- 水戸黄門（TBS / C.A.L）
  - 第3部
    - 第2話「明神谷の決闘 -小田原-」（1971年12月6日） - 竹
    - 第27話「夕映えの対決 -宮崎-」（1972年5月29日） - 亀吉

  - 第7部 第8話「ちゃんの土俵入り -青森-」（1976年7月12日） - 利平
  - 第22部 第8話「仇討ち悲願の旅芝居 -桑名-」（1993年7月5日） - 四郎兵衛
- ターゲットメン 第8話「大草原の血闘」（1971年、NET / 東映）
- 太陽にほえろ!（NTV / 東宝）
  - 第5話「48時間の青春」（1972年） - 岩田
  - 第16話「15年目の疑惑」（1972年） - 高橋
  - 第54話「汚れなき刑事魂」（1973年） - 池上平吉
  - 第117話「父と子の再会」（1974年） - 辰巳（竜神会幹部）
  - 第348話「ジュンとキング」（1979年） - 宮原（亀田の共犯）
  - 第457話「長さんが刑事を辞めたくなった」（1981年） - 城北署刑事
  - 第489話「帰って来たボス -クリスマスプレゼント-」（1981年） - 坂田警部補
- 長谷川伸シリーズ 第22話「抱き寝の長脇差」（1973年、NET / 東映）
- 荒野の用心棒（1973年、NET / 三船プロ）
  - 第14話「黒豹は死の追跡を狙って…」 - 村田屋長一郎
  - 第30話「死神の刃は闇を裂いて…」 - 羅傘の留吉
- ぶらり信兵衛 道場破り 第5話「奇妙な仇討ち」（1973年、CX / 東映） - 諸岡三羽
- 大江戸捜査網（12ch→TX / 三船プロ）
  - 第124話「みなごろし長屋騒動」（1974年） - 花川一家代貸
  - 第184話「前科なき殺人者」（1975年）
  - 第207話「兇悪の侵入者」（1975年） - 留吉の仲間
  - 第391話「大奥の紅い陰謀」（1979年） - 船頭
  - 第460話「女忍者傷だらけの復讐」（1980年）
  - 第516話「意地悪婆さん、危機一髪」（1981年） - 慈円
  - 第537話「父よ母よ、暴走娘愚連隊」（1982年） - 庄吉
- 右門捕物帖 第32話「二十一年目の謎」 (1974年、NET / 東映)
- 愛ぬすびと（1974年、東海テレビ / 近代放映）
- 破れ傘刀舟悪人狩り 第8話「三途の川の子守唄」（1974年、NET / 三船プロ） - 岩造
- ご存じ金さん捕物帳 第14話「みかんの里から来た山男」（1974年、NET / 東映） - 大槌屋
- 傷だらけの天使 第21話「欲ぼけおやじにネムの木を」（1975年、NTV / 東宝） - 松本家長男
- 剣と風と子守唄 第5話「喰われた献上馬」（1975年、NTV / 三船プロ） - 助八
- ザ★ゴリラ7 第5話「大泥棒弟子入り志願」（1975年、NET / 東映） - 鬼村刑事
- プレイガールQ 第50話「女の魔性は花ひらく」（1975年、12ch / 東映） - 伊沢隆之
- 花くらべ 第1話（1975年、THK / 近代放映） - 医者
- 大都会シリーズ（NTV / 石原プロ）
  - 大都会 闘いの日々（1976年） - 南
  - 大都会 PARTII（1977年 - 1978年） - 川島功
  - 大都会 PARTIII（1978年 - 1979年） - 城西署記者クラブ新聞記者
- 燃える捜査網 第13話「喪服の婚約パーティー」（1976年、NET / 東映） - 神保（暁興業社長
- 大非常線 第9話「非常線強行突破」（1976年、NET / 東映）
- 子連れ狼 第3部 第1話「狼止メ衆は不死にて候」（1976年、NTV / ユニオン映画） - 源太
- ベルサイユのトラック姐ちゃん 第2話「ベルトラ姐ちゃん大暴れ!」（1976年、NET / 東映） - 神谷土建社長・神谷
- 非情のライセンス 第2シリーズ 第84話「兇悪の死刑執行人」（1976年、NET / 東映） - 朝田
- 隠し目付参上 第25話「斬られ役団九郎 男冥利の花道か」（1976年、MBS / 三船プロ） - 源次
- 新・二人の事件簿 暁に駆ける 第26話「義理」（1977年、ABC / 大映テレビ）
- 破れ奉行 第9話「暗黒街のふたり」（1977年、ANB / 中村プロ） - 多助
- 大追跡 第6話「ワルは眠らせろ」（1978年、NTV / 東宝） - 江島刑事
- 大河ドラマ（NHK）
  - 草燃える（1979年） - 堀藤次親家
  - 太平記（1991年） - 粟飯原清胤
- 同心部屋御用帳 江戸の旋風IV 第9話「生き返った大黒様」（1979年、CX / 東宝） - 麻吉
- 桃太郎侍 第121話「すずめの剣術修行」（1979年、NTV / 東映） - 田尻
- 特捜最前線 第115話「チリアーノを歌う悪女!」（1979年、ANB / 東映） - 青木
- 伝七捕物帳（テレビ朝日版）第24話「幽霊を見た幽霊」（1979年、ANB）- 親分源次
- 大空港 第45話「愛の墓標 次に消されるのはどいつだ!」（1979年、CX / 松竹） - 岸田守男
- 西部警察シリーズ（1979年 - 1984年、ANB / 石原プロ） - 国立六三
  - 西部警察（1979年 - 1982年）
  - 西部警察 PART-II（1982年 - 1983年）
  - 西部警察 PART-III（1983年 - 1984年）
- 噂の刑事トミーとマツ 第1シリーズ 第23話「男ならトミコぬきで勝負しろ」（1980年、TBS / 大映テレビ）
- 御宿かわせみ 第15話「江戸は雪」（1981年、NHK）
- 俺はご先祖さま（1981年、NTV）
- 警視庁殺人課 第9話「白い恐怖バラキ」（1981年、ANB / 東映） - 古川巡査部長
- ザ・ハングマン 第45話「浮気夫人の遺書を探れ」（1981年、ABC / 松竹） - 東海経営新報社幹部
- 私鉄沿線97分署（1984年 - 19年、ANB / 国際放映） - 丸岡吾一課長
- 土曜ワイド劇場（ANB）
  - 蒸発した女・保険金替え玉殺人（1985年、ホリ企画制作）
  - 考古学者シリーズ 第12作「美人外科医殺し」（1991年）
- あぶない刑事シリーズ（NTV / セントラル・アーツ） 
  - あぶない刑事 第14話「死闘」（1987年） - 二瓶
  - もっとあぶない刑事（1988年）
- ジャングル 第29話「熱死線」（1987年、NTV / 東宝）
- ベイシティ刑事 第10話「湘南大走査線! 危険な女」（1987年、ANB / 東映）
- 五稜郭（1988年、NTV / ユニオン映画） - 板倉勝静
- ゴリラ・警視庁捜査第8班 第39話「家路」（1989年、ANB / 石原プロ） - 長野県警所轄署長
- 夏の嵐（1989年、THK）
- 火曜サスペンス劇場（NTV）
  - 浅見光彦ミステリー 第4作「美濃路殺人事件」（1988年、近代映画協会） - 高桑雅文
  - 逆転判決 女弁護士 水城邦子（1989年、東宝）
  - 狙われて（1989年）
  - 盗聴の夜（1991年、CTV）
- 代表取締役刑事 第38話「裁きは終わりぬ」（1991年、ANB / 石原プロ）
- 素浪人無頼旅（1991年、ANB）
- 大逆襲! 四匹の用心棒 （1991年、ANB / 東映） - 蓮見鉄之助
- 四匹の用心棒 (4) かかし半兵衛ひとり旅（1992年、ANB / 東映） - 藤助
- 愛しの刑事 第2話「外された手錠！信頼の賭け」（1992年、ANB / 石原プロ） - 乾
- お助け同心が行く! 第2話「毒薬と小町娘」（1993年、TX） - 若狭屋
- 大忠臣蔵（1994年、TBS） - 八助
- 江戸を斬るVIII 第25話「復讐剣が闇を裂く」（1994年、TBS / C.A.L） - 彦十

など